# Риболла джалла
Риболла (джалла) (итал. Ribolla gialla), или Ребула (словен. Rebula) — технический (винный) сорт винограда, используемый для изготовления белых вин во Фриуле. Результат естественного скрещивания неизвестного сорта с гуэ.
Выращивают на северо-востоке Италии — в окрестностях Гориции (Фриули — Венеция-Джулия), а также в Словении. Боккаччо писал о злоупотреблении риболлой (упоминаемой в документах с 1299 года) как одном из верных признаков обжорства. В 1891 году на IV австрийском конгрессе виноделов риболлу назвали сортом, «вне всякого сомнения, достойным дальнейшего выращивания».
До генетических исследований XXI века риболлу путали с сортом робола, который выращивается в Греции. Соответственно, в старой литературе можно встретить утверждения, что во Фриуль сорт был завезён из Греции.
Сила роста лозы средняя.  Листья средние и крупные, трехлопастные или почти цельные, снизу они неопушенные. Грозди, как правило, мелкие. Урожайность этого сорта винограда средняя, стабильная. Относится к сортам позднего периода созревания. Данный сорт подвержен серой гнили.

## Синонимы
Avola, Erbula, Gargania, Garganja, Glera, Goricka Ribola, Jarbola, Jerbula, Pignolo, Rabiola, Rabola, Rabolla, Rabolla Dzhalla di Rozatsio, Rabuele, Raibola, Rebolla, Reboula jaune, Rébula, Rebula Bela, Rebula rumena, Rebula zuta, Refosco bianco, Ribola, Ribola Bijela, Ribola Djiala, Ribolla, Ribolla Bianca, Ribolla Dzhalla, Ribolla Gialla di Rosazz, Ribolla Gialla di Rosazzo, Ribollat, Ribuela, Ribuele, Ribuele Zale, Ribula Zuta, Ribuole, Robolla, Rosazzo, Rumena Rebula, Redbullla, Teran Bijeli, Zelena Rebula.